# Wolfgang Heinrich (Künstler, 1928)

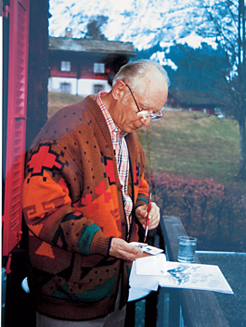
Wolfgang Heinrich ca. 1990

Wolfgang Heinrich (geboren 16. Januar 1928 in Berlin; gestorben 20. November 2020) war ein deutscher Maler, Grafiker und Illustrator.

## Leben

### Jugend und Bildung
Wolfgang Heinrich wurde 1928 in Berlin als Sohn des Buchhändlers Ernst Heinrich und Enkel des Berliner Bildhauers Hermann Miethke geboren. Seit seiner Kindheit zeichnete und aquarellierte er in der Landschaft rund um die Müggelberge in Berlin. 1943 kam er durch die Kinderlandverschickung (KLV) ins Riesen- und ins Zittauer Gebirge, wo er wie schon in Berlin zeichnete und Aquarelle malte. Ab 1944 diente er als Luftwaffenhelfer und konnte an einer Kunstausstellung der 1. Flak-Division in Berlin teilnehmen. In amerikanischer Kriegsgefangenschaft hielt er das Lagerleben in Bleistiftzeichnungen fest. Ab 1946 erweiterte er autodidaktisch seine Kenntnisse im Umgang mit Farben durch Kopieren von Kunstdrucken mit selbst hergestellten Ölfarben. Von 1948 bis 1952 erhielt der Autodidakt eine erste künstlerische Fachausbildung im Freihand- und Aktzeichnen sowie in Malerei an der Pädagogischen Hochschule Berlin bei den Professoren Jacob und Stöcker.
1954 heiratete er Ruth Zückert. Ab 1958 lebte und arbeitete er in Herford.
Wolfgang und Ruth Heinrich verstarben am 20. November 2020, die Urnen der Eheleute wurden auf dem Erika-Friedhof in Herford beigesetzt.

### Künstlerisches Wirken
Wolfgang Heinrich künstlerisches Werk umfasst Aquarell, Zeichnungen, Radierungen, Linolschnitte und zahlreiche Buchillustrationen.
Ab 1952 war er als Kunsterzieher in Ost-Berlin tätig. 1953 wurde er Tutor am Institut für Kunsterziehung der Humboldt-Universität und 1955 Seminarleiter für das Fach Kunsterziehung. Er konnte in den Jahren bis 1958 an Ausstellungen des Kulturbundes in Ost-Berlin teilnehmen.
1958 übersiedelte er mit seiner Frau aus der DDR nach Herford.
Neben seiner pädagogischen Tätigkeit und auf seinen Reisen beschäftigte er sich mit Landschaftsmalerei. 1968 unternahm er eine Studienreise in den Irak und nach Iran. Seit 1969 widmete er sich auch graphischen Hochdruck-Techniken, die Holz- und Linoleumschnitte druckte er auf einer eigenen Presse in kleinen Auflagen.
1971 wurde er in den englischen Künstlerverband Free painters and sculptors (FPS) aufgenommen. 1972 wurde er Fachleiter für die Ausbildung der Schulpraktikanten im Fach Kunsterziehung für das Lehramt an Realschulen in Herford, ab 1976 unterrichtete er an der Herforder Volkshochschule. Von 1980 bis 1992 war er Mitglied im Lippischen Künstlerbund (LKB).
Ab 1985 arbeitete er als ein vielbeschäftigter Illustrator von Büchern, die vor allem seine Wahlheimat und insbesondere die Stadt Herford zum Thema hatten.

## Preise und Auszeichnungen
- 1970 Stipendium der Aldegrever Gesellschaft und des Kreises Herford zur Arbeit in den Graphischen Werkstätten Kätelhön in Wamel.
- 1995 Honorory Member of the British Empire für Unterstützung und Förderung des kulturellen Lebens der Britischen Garnison in Herford.
- 2002: Verdienstmedaille des Verdienstordens der Bundesrepublik Deutschland.

## Ausstellungen
- 1994 "Heinrich-Ausstellung" in der französischen Partnerstadt Voiron.

## Publikationen
- Lipperland. Verlag Haberbeck, ISBN 3-921879-17-5.
- Worpswede. Verlag Kock, ISBN 3-921991-16-1.
- Von der Weser zum Teutoburger Wald. Verlag  Niemeyer, ISBN 978-3-8271-9063-5.
- Herford. Verlag  Busse, ISBN 3-512-00730-9.
- Bielefeld. Verlag  Busse, ISBN 3-512-00840-2.
- Annemarie Winger: Die Insel. Sylt in Aquarellen von Wolfgang Heinrich. Verlag  Kock, Bielefeld 1992, ISBN 3-921991-13-7.
- Wittekindsland. Westfalenverlag.
- Porta Westfalica. Verlag Jaensch u. Ahrensmeyer.
- Landschaft an der Oberweser. Verlag Niemeyer, ISBN 3-8271-9031-2.
- Das Weserbergland. Verlag Niemeyer, ISBN 3-8271-9025-8.
- Wolfgang Heinrich 60 Jahre Malerei. Verlag Niemeyer, ISBN 3-8271-9047-9.
- Wolfgang Heinrich 65 Jahre Malerei. Verlag Niemeyer, ISBN 3-8271-9062-2.
- Blumen und Gärten. Verlag Niemeyer, ISBN 3-8271-9032-0.
- Luftwaffenhelfer in Berlin. Verlag Sponholtz, ISBN 3-87766-095-9.
- Meine Kindheit in Berlin. Verlag geophon, ISBN 978-3-936247-84-8.